# Kożuchowski Młyn
Kożuchowski Młyn [kɔʐuˈxɔfskʲi ˈmwɨn] (tiếng Đức: Wassermühle Kosuchen) là một khu định cư ở khu hành chính của Gmina Biała Piska, thuộc huyện Piski, Warmińsko-Mazurskie, ở miền bắc Ba Lan.
Từ 1938-45, khu định cư được gọi là "Mühle Kölmerfelde"
Trước năm 1945, khu vực này là một phần của Đức (Đông Phổ).